# Сампьеро Корсо
Сампьеро Корсо (фр. Sampiero Corso, корс. Samperu Corsu; 23 мая 1498, Бастелика — 17 января 1567, близ Эччика-Суарелла) — корсиканский кондотьер на флорентийской и французской службе, герой борьбы за независимость Корсики от Генуэзской республики.

## Биография
Настоящее имя, по-видимому, Сампьеро да Бастелика (Sampiero da Bastelica). Происхождение не вполне установлено. По сведениям, предоставленным его сыном маршалом Орнано для получения ордена Святого Духа, отцом Сампьеро был Гульельмо да Бастелика, правнук Маркантонио д'Орнано, возможно, принадлежавший к семье Порри. Матерью была Чинаркеза ди Бандзали.
Гульельмо перебрался с Корсики в Тоскану, где служил семье Медичи. Сампьеро начал службу в чёрных отрядах Джованни делле Банде Нере, где прославился храбростью и преданностью. В 1524 году Джованни предложил свои услуги Франции. Отступив из Италии, французские войска едва смогли отстоять Марсель, к которому подошла армия коннетабля Бурбона, опустошившего Прованс. Именно в ходе этой кампании Сампьеро во главе тысячи корсиканцев впервые присоединился к французской армии. В 1525 участвовал в битве при Павии. После заключения мира и смерти Джованни в 1526 перешёл к папе Клименту VII, затем к кардиналу Ипполито Медичи (1530).
В 1528 году вместе с чёрными отрядами, которыми командовал Горацио Бальони, присоединился к армии маршала Лотрека, шедшего на Неаполь. После этого похода стал именоваться полковником корсиканцев на службе короля Франции. В 1533 окончательно перешёл на службу Франции. Отличился в кампании в Пьемонте в 1536, затем при осаде Перпиньяна в 1542, после которой Франциск I позволил ему поместить на гербе две лазурные ленты с золотой лилией за спасение жизни дофина.
В 1543, преодолев порядки имперцев, сумел прорваться в осаждённый Ландреси с тремя итальянскими ротами. В 1544 в битве при Витри-ле-Франсуа спас кавалерию де Бриссака.
После подписания Крепийского мира отправился на Корсику, где женился на Ванине д'Орнано, единственной дочери Франческо д'Орнано, одного из самых богатых и влиятельных сеньоров острова, и возглавил повстанческое движение. Принял фамилию д'Орнано. Вскоре был брошен в тюрьму генуэзским губернатором, опасавшимся его влияния на соотечественников, и пытавшимся довести узника до самоубийства. Генрих II, узнав об этом, потребовал отпустить Сампьеро, как одного из своих офицеров. Вернувшись во Францию, тот задался целью освободить остров из под генуэзской власти.
Ордонансом 29 апреля 1547 король назначил Сампьеро генерал-полковником корсиканской пехоты.

## Война на Корсике (1553—1559)
Он стал вдохновителем и одним из организаторов франко-турецкой экспедиции на Корсику в 1553 году, и именно его повстанческим отрядам французы в значительной степени были обязаны серией побед в этой кампании. К осени войсками генерала де Терма были взяты Бастия, Корте, Аяччо, и в руках генуэзцев оставался лишь Кальви, но уход эскадры Тургут-реиса не позволил овладеть этим портом.
После прибытия на остров значительных генуэзско-имперских сил во главе с Андреа Дориа началась изнурительная война, длившаяся шесть лет.
15 сентября 1557 Сампьеро председательствовал на генеральной консульте, принявшей решение о присоединении Корсики к Франции. Менее чем через два года Генрих II был вынужден эвакуировать французские войска во исполнение условий Като-Камбрезийского мира. Сампьеро решил продолжать борьбу. Он обратился за поддержкой к Екатерине Медичи, считавшей генуэзцев личными врагами, к королю Наваррскому, бею Алжира, и даже ездил ко двору султана в Константинополь. Повсюду он встречал благосклонный приём, но все властители отделывались неопределёнными обещаниями.

## Убийство Ванины д'Орнано

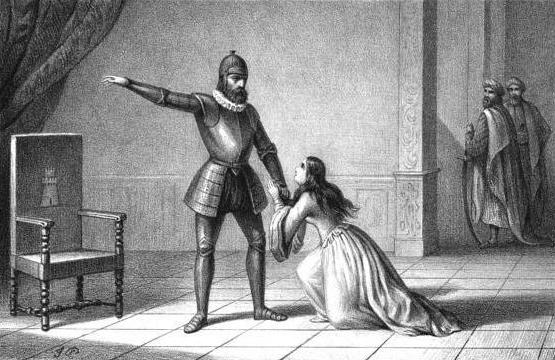
Сампьеро Корсо и Ванина д'Орнано. (Galletti J.-A. Histoire illustrée de la Corse, Paris, 1863)

По возвращении в Марсель Сампьеро заперся со своей женой, которую вызвал из Экса, где она проживала под защитой архиепископа и парламента, осыпал её упрёками за то, что она прибегла к помощи его врагов, генуэзского аббата, который, как стало известно, был тайным агентом республики. Изложив обвинения, он приказал Ванине приготовиться к смерти, и затем задушил своим шарфом.
Распорядившись похоронить убитую в церкви францисканцев, Сампьеро направился ко двору Екатерины Медичи. Не склонная к сентиментам королева-мать предпочла закрыть глаза на совершённую им жестокую месть, и продержала при себе около года, обсуждая планы освобождения острова.

## Корсиканское восстание (1564—1567)

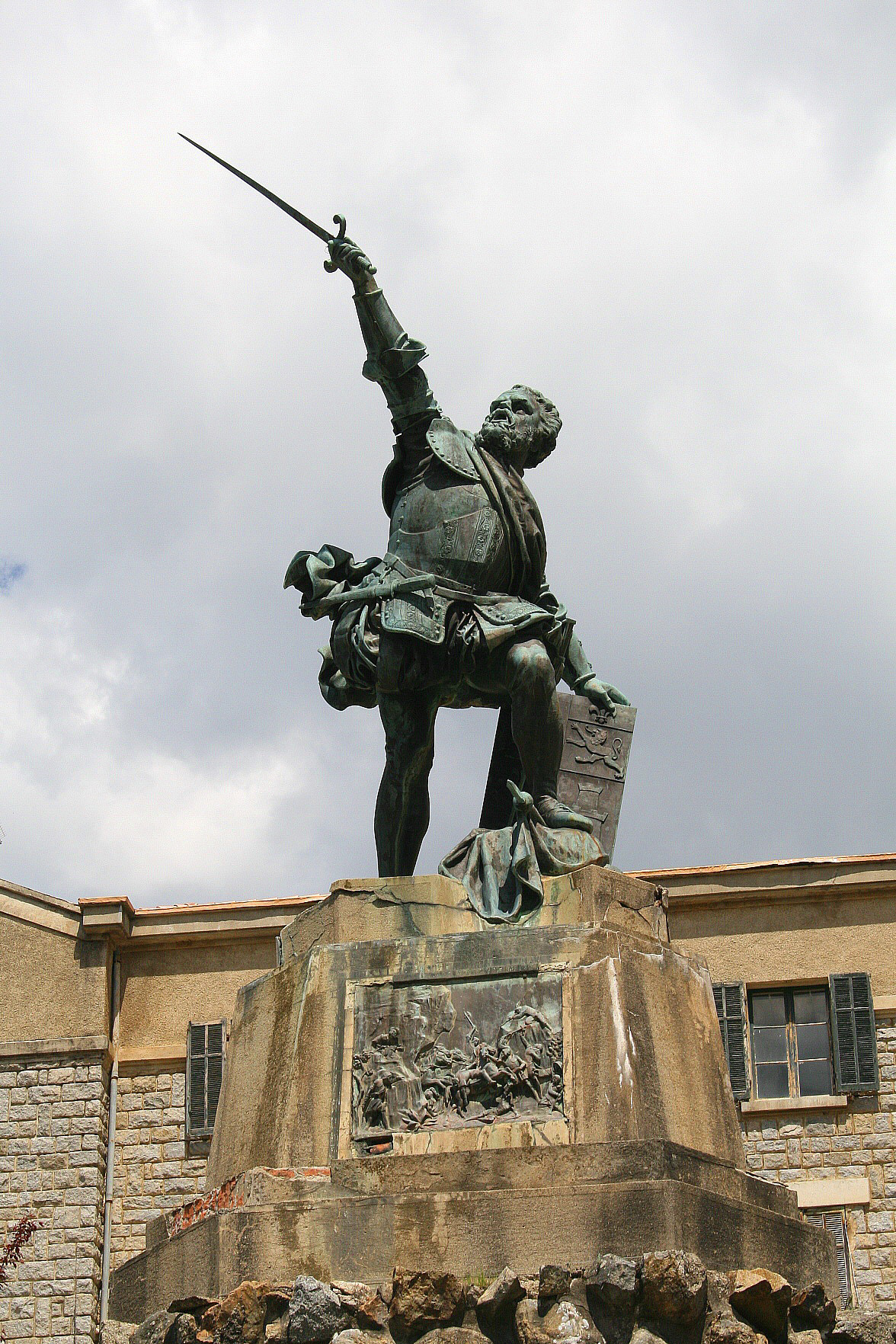
Габриель-Виталь Дюбре. Статуя Сампьеро Корсо в Бастелике

Устав ждать обещанной помощи, Сампьеро решил добиваться независимости собственными силами. В июне 1564 он высадился в заливе Валлинко с 12 корсиканцами и 25 французами. По мере продвижения вглубь острова его отряд быстро увеличивался; вскоре он был в состоянии отбросить противника в бою у Весковато, затем разбил в нескольких сражениях на севере Корсики. Генуэзцы просили помощи у союзников, и направили на остров значительные силы под командованием Стефано Дориа. В апреле 1565 они были снова разбиты, после чего повстанцы собрали новую консульту для выработки основ управления и обращения за помощью к Франции, что было возможным, так как генуэзцы не выполняли условия Като-Камбрезийского мира.
Карл IX предоставил лишь некоторую финансовую помощь, а также прислал 13 знамён с вышитым девизом Pugna pro patria. В ожидании дальнейшей поддержки инсургенты воодушевились, и нанесли ещё одно чувствительное поражение генуэзским войскам, перехватив их при отступлении к Сен-Флорану; в этом бою противник лишился обоза, снаряжения, и потерял много людей пленными.
В 1566 году военные действия приостановились, так как Вивольди, сменивший Дориа, не отличался энергией, а у республики было недостаточно средств для содержания наёмных войск.

## Убийство Сампьеро
В составе генуэзских отрядов было некоторое число перебежчиков и корсиканских сеньоров, в числе которых находились три брата, Антонио, Франческо и Микеланджело д'Орнано, двоюродные братья убитой Ванины. Чтобы усилить их жажду мести правительство Генуи пообещало передать им владения дома Орнано, принадлежавшие Сампьеро.
Для осуществления вендетты братья использовали двух людей, которым Сампьеро полностью доверял — некоего монаха и его оруженосца. Получив ложный слух о волнениях среди повстанцев, Сампьеро направился из своего убежища в Вико в сторону Рокко, и заговорщики устроили засаду в одном из ущелий на его пути.
Увидев братьев Орнано, Сампьеро крикнул своему сыну Альфонсо, чтобы тот спасался, после чего бросился на Антонио, ранив его в горло выстрелом из пистолета, но не успел обнажить шпагу, и был сбит с лошади смертельным выстрелом из аркебузы, сделанным Микеланджело.
Голова Сампьеро была с триумфом доставлена в Аяччо и поднесена генуэзскому губернатору, который отпраздновал это событие орудийным салютом, и приказал на радостях бросать из окон дворца деньги толпе.